# Reserva natural de la defensa Campo Garabato
La reserva natural de la defensa Campo Garabato (o reserva natural militar Campo Garabato) es una de las áreas protegidas desarrolladas en terrenos militares de Argentina. Está ubicada en el Campo Garabato de la Fuerza Aérea Argentina al nordeste de la provincia de Santa Fe, en el departamento Vera, en una región característica de la cuña boscosa santafesina. Además su destino antes de convertirse en reserva era ser un polígono de tiro de la Fuerza Aérea Argentina.

## Características e historia
Se encuentra localizada en las coordenadas: 28°54′35.87″S 60°10′12.55″O / -28.9099639, -60.1701528. Cuenta con una superficie de unas 2700 ha. 
Fue creada como reserva natural militar al firmarse el llamado: Protocolo Adicional N.º 6 del Convenio Marco entre la Administración de Parques Nacionales (APN) y las Fuerzas Armadas argentinas (FF. AA.).
Esas tierras en parte de las propiedades que en el norte de Santa Fe poseía la empresa taninera “Forestal Argentina”. Posteriormente el estado provincial compró el área, y en el año 1966 el estado nacional hizo lo propio, destinando el predio a la jurisdicción de la Fuerza Aérea Argentina, para que sirva de campo de tiro aire tierra en el entrenamiento de sus pilotos de combate.

## Creación de la reserva natural de la defensa
La posibilidad de que los territorios asignados a las Fuerzas Armadas argentinas pudieran tener paralelamente una misión en la protección del patrimonio biológico ha sido un anhelo de la comunidad conservacionista de ese país durante décadas. Gestiones de varias ONG permitieron acercar posiciones y el 14 de mayo de 2007 se firmó el Convenio Marco de Cooperación entre el Ministerio de Defensa y la Administración de Parques Nacionales, por el cual se crearon las reservas naturales de la defensa. Este acuerdo permite declarar Espacio de Interés para la Conservación de la Biodiversidad (ENIC) a los territorios de las fuerzas armadas que poseen interés conservacionista, espacios naturales que pasan a ser administrados de forma conjunta por ambas jurisdicciones. Para cada reserva se deben constituir comités locales de gestión. Hasta que no se lo indique en el Plan Rector, las visitas del público en general están vedadas.
La reserva natural de la defensa Campo Garabato fue creada el 28 de noviembre de 2012 mediante el protocolo adicional n.º 6 al Convenio Marco de Cooperación entre el Ministerio de Defensa y la Administración de Parques Nacionales.
En lo que respecta a la Administración de Parques Nacionales, la reserva natural depende de la intendencia del parque nacional Mburucuyá con sede en la localidad de Mburucuyá en la provincia de Corrientes.

## Riqueza biológica
Ecorregionalmente pertenece a la ecorregión terrestre Chaco Húmedo —que se extiende mayormente hacia latitudes menores—.
Sus aguas se incluyen en la ecorregión de agua dulce Paraná inferior.

### Flora
Según la clasificación de Ángel Lulio Cabrera, fitogeográficamente pertenece al distrito fitogeográfico chaqueño oriental (también llamado distrito fitogeográfico chaqueño húmedo) de la provincia fitogeográfica chaqueña. 
Representa un relicto aún prístino del bosque chaqueño de la cuña boscosa santafesina, ecosistema que ha sido sumamente modificado. 
Las especies arbóreas dominantes son el taninero quebracho colorado chaqueño (Schinopsis balansae), el quebracho blanco (Aspidosperma quebracho-blanco), los algarrobos, como el algarrobo negro (Prosopis nigra), el algarrobo blanco (Prosopis alba), el itín (Prosopis kuntzei), el guaraniná (Brumelia obtusifolia), etc. 
También se encuentran grandes cactáceas, varias especies de espinillos (Acacia caven, Acacia aroma, Acacia praecox), molle (Schinus longifolius), el tala (Celtis ehrenbergiana), el chañar (Geoffroea decorticans), el chal-chal (Allophylus edulis), etc.

### Fauna
Mamíferos
Entre los mamíferos que protege se encuentran el gato montés (Leopardus geoffroyi), la comadreja overa (Didelphis albiventris), corzuela parda (Mazama gouazoubira), el zorro pampeano (Lycalopex gymnocercus), el zorro de monte (Cerdocyon thous), la vizcacha (Lagostomus maximus), el zorrino (Conepatus chinga), el hurón mediano (Galictis cuja), la mulita de nueve bandas (Dasypus novemcinctus), el cuis pampeano (Cavia aperea pamparum), varias especies de quirópteros, etc.
Aves
Entre las aves se encuentran el gavilán mixto (Parabuteo unicinctus), taguató común (Buteo magnirostris), ipacaá (Aramides ypecaha), paloma picazuró (Columba picazuro), paloma yerutí (Leptotila verreauxi), alicuco común (Megascops choliba), caburé chico (Glaucidium brasilianum), ñacurutú (Bubo virginianus), lechuzón orejudo (Asio clamator), cuclillo canela (Coccyzus melacoryphus), tingazú (Piaya cayana), el carpintero bataraz chico (Picoides mixtus), el carpintero real (Colaptes melanolaimus), chinchero chico (Lepidocolaptes angustirostris), el anambé común (Pachyramphus polychopterus), el chiví común (Vireo olivaceus), el Juan chiviro (Cyclarhis gujanensis), la urraca común (Cyanocorax chrysops), el zorzal colorado (Turdus rufiventris), el zorzal chalchalero (Turdus amaurochalinus), la golondrina doméstica (Progne chalybea), la golondrina parda (Phaeoprogne tapera), la tacuarita azul (Polioptila dumicola, el pitiayumí (Parula pitiayumi), el cabecita negra (Carduelis magellanica), los pepiteros (Saltator), el cardenal (Paroaria coronata), el brasita de fuego (Coryphospingus cucullatus), la reinamora grande (Cyanocompsa brissonii), el chopí (Gnorimopsar chopi), tráupidos como el naranjero (Thraupis bonariensis), el celestino (Thraupis sayaca), etc.
Reptiles
Entre los reptiles se encuentran el lagarto overo (Salvator merianae), grandes ofidios, como la ñacaniná (Hydrodynastes gigas) o con veneno peligroso como la yarará grande (Rhinocerophis alternatus, etc.